# Partido de Laprida
Partido de Laprida är en kommun i Argentina.   Den ligger i provinsen Buenos Aires, i den centrala delen av landet, 400 km sydväst om huvudstaden Buenos Aires. Antalet invånare är 9 683.
Trakten runt Partido de Laprida består i huvudsak av gräsmarker. Runt Partido de Laprida är det mycket glesbefolkat, med 2 invånare per kvadratkilometer.